# Cleveland Cobras
I Cleveland Cobras sono stati una società di calcio statunitense, con sede a Cleveland, Ohio.

## Storia
I Cleveland Cobras vennero fondati nel 1972 con il nome di Cleveland Stars per gareggiare nell'American Soccer League. Nella stagione d'esordio gli Stars ottennero il 2º posto nella Midwest Conference, non accedendo alla fase finale del torneo.
Nella stagione seguente la squadra raggiunse le semifinali del torneo.
A partire dal 1975 la franchigia cambiò nome in Cleveland Cobras.
Nella stagione 1975 i Cobras vincono il proprio girone ma poi perdono le semifinali di divisione contro i Boston Astros, che poi si aggiudicheranno il torneo insieme ai New York Apollo.
Anche nella stagione 1976 i Cobras vincono il proprio girone ma poi perdono i play-off.
Nelle stagioni seguenti i Cobras non riuscirono più a superare la fase a gironi del torneo ASL e, chiusero i battenti al termine del campionato 1981.

## Allenatori
- 1972-1974  Olinto Busetto
- 1975-1977  Herb Haller
- 1978  Jackie Mudie
- 1979  Jimmy Melia
- 1980  Bob Ridley
- 1981  Herb Haller
 Vito Colonna